# Story of the Year

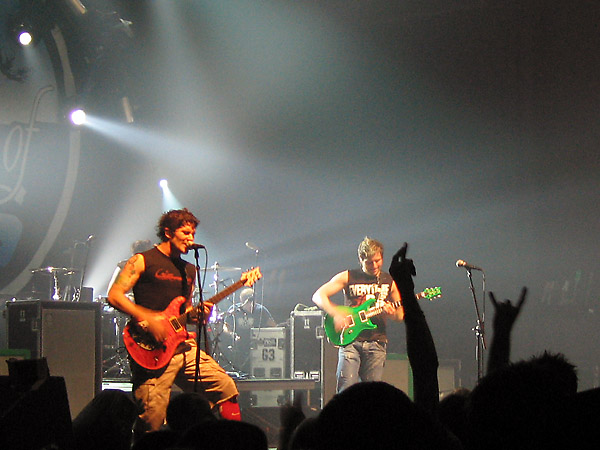
Story of the Year in 2006

 Story of the Year is een punkrockband uit St. Louis, die in 1996 werd opgericht door zanger-gitarist Dan Marsala onder de naam Big Blue Monkey. Ze veranderden hun naam in Story of the Year in 2002, na de verschijning van hun ep met de titel Story of the Year onder het indielabel Criterion Records, nadat ze zich gerealiseerd hadden dat een bluesgroep met de naam Big Blue Monkey al had bestaan.

## Geschiedenis
Het duurde tot een paar jaar na de oprichting van Story of the Year voordat ze hun eerste commerciële succes boekten met de singles Until the Day I Die en Anthem of Our Dying Day. Een tweede album, In the Wake of Determination, volgde in 2005, maar het lukte niet daarmee hetzelfde succes te bereiken. De band bracht hun derde album, The Black Swan, uit op 22 april 2008, hun eerste uitgave bij het punklabel Epitaph Records, gevolgd door The Constant in 2010.
De band had hits met nummers als Until the Day I Die en The Anthem of Our Dying Day. Het eerste nummer van hun album Page Avenue, And the Hero Will Drown, werd als soundtrack gebruikt in de game Need for Speed: Underground. Van het album Page Avenue zijn er ondertussen wereldwijd al 500.000 exemplaren over de toonbank gegaan.

## Bezetting
- Dan Marsala (zang)
- Ryan Phillips (gitaar)
- Adam Russell (basgitaar)
- Josh Wills (drums)

## Discografie

### Studioalbums
- 2003: Page Avenue
- 2005: In the Wake of Determination
- 2008: The Black Swan
- 2010: The Constant
- 2013: Page Avenue: 10 Years and Counting
- 2017: Wolves
- 2023: Tear Me to Pieces

### Ep's
- 1998: Three Days Broken
- 1999: Truth in Separation
- 2002: Story of the Year

### Livealbums en compilaties
- 2005: Live in the Lou/Bassassins
- 2008: Our Time Is Now